# Elaeagnus mollis
Elaeagnus mollis là một loài thực vật có hoa trong họ Elaeagnaceae. Loài này được Diels mô tả khoa học đầu tiên năm 1905.